# Heinz Wachtendorf
Heinz Wachtendorf (* 12. August 1908 in Nordenham; † 22. November 2000 in Cuxhaven) war ein deutscher Verwaltungsjurist.

## Leben
Wachtendorf, Sohn eines Kaufmanns, legte 1928 an der Höheren Staatsschule Ritzebüttel das Abitur ab. Er studierte an der Universität Tübingen und Hamburg Rechts- und Staatswissenschaften. Sein Studium schloss er 1936 an der Universität Hamburg mit einer Promotion zum Thema Die Bedeutung der Präambel in den neuen Reichsgesetzen ab.
Von Juni 1939 bis April 1940 war er Leitender Richter am Gericht des neu eingerichteten Küstenbefehlshabers Nordfriesland und kam dann in gleicher Funktion bis Juli 1940 zum Admiral der Norwegischen Westküste. Als Leitender Richter war er bis Mai 1942 am Gericht des Befehlshaber der Kreuzer. Als Marinekriegsgerichtsrat war er von Juni 1942 bis März 1943 Chef des Gerichts des Admirals der Kriegsmarinedienststelle Hamburg. Er kam bis Mai 1944 zum Admiral Ostland. Am 1. September 1943 wurde er hier zum Marineoberkriegsgerichtsrat befördert, welcher am 1. Mai 1944 in Geschwaderrichter umbenannt wurde. Von Juni 1944, nun als Geschwaderrichter, war er bis Kriegsende Dienstaufsichtsrichter und Rechtsberater des Gerichts des Deutschen Marinekommandos Italien und nach der Auflösung und Überführung auch beim Marineoberkommando Süd. Nach Kriegsende war er bis 26. Juni 1946 in Kriegsgefangenschaft.
Von 1952 bis 1956 war er Oberbürgermeister und von 1956 bis 1968 Oberstadtdirektor der Stadt Cuxhaven.
1978 veröffentlichte er ein Buch über das Thema Aus der Geschichte des Amtes Ritzebüttel und der Stadt Cuxhaven.
Ab 1938 war er verheiratet mit Elisabeth, geb. Herbing. Ab 1948 war er in zweiter Ehe mit Gisela, geb. Rabe, verheiratet. 1958 war seine Frau Taufpatin des Minensuchbootes Cuxhaven.
Am 4. Juli 1986 erhielt er das Verdienstkreuz 1. Klasse der Bundesrepublik Deutschland verliehen.